# Pontoise
Pontoise is een gemeente in Frankrijk en is een van de gemeenten van de ville nouvelle Cergy-Pontoise. Het ligt aan de rand van de agglomeratie van Parijs, op 28 km ten noordwesten van het centrum van Parijs. Pontoise telde op 1 januari 2022 31.623 inwoners. Het is de onderprefectuur van het arrondissement Pontoise. Pontoise ligt aan de rivier de Oise; Pontoise betekent brug over de Oise.

## Geschiedenis
In de eerste eeuw ontstond op de plaats waar de heerbaan tussen Parijs en Rouen de Oise kruiste de plaats Briva Isara(e) (Gallisch voor "brug over de Oise"). Op het plateau Saint-Martin werden resten van deze Gallo-Romeinse nederzetting gevonden. 

### Middeleeuwen
In de middeleeuwen kreeg de stad de naam Pons Isarae en later Pontoise. De plaats werd ingenomen door de Vikingen in 885. Dit leidde tot de verplaatsing van het stadscentrum naar de Mont Bélien, een heuvel die beter te verdedigen was dan de oude locatie. 
De stad kende hoogdagen tijdens de 12e en 13e eeuw. Pontoise lag in een vruchtbare streek en gold als graanschuur van Parijs. Er vestigden zich handelaars en handwerklieden in de stad. Bovendien was de strategisch gelegen aan de rand van het koninklijk domein. In 1188 kreeg Pontoise stadsrechten van koning Filips II van Frankrijk. De Franse koningen verbleven in die periode regelmatig in het kasteel van Pontoise. Aan het einde van de 12e eeuw kreeg Pontoise ook een stadsmuur. In de stad werden de benedictijner abdij Saint-Martin en een cordeliersklooster gesticht en aan de overkant van de rivier stichtte Blanche van Castilië de Abdij van Maubuisson. 
De Honderdjarige Oorlog en pestuitbraken brachten een einde aan deze bloeiperiode. In 1332 telde de stad tussen 8.000 en 10.000 inwoners maar dit aantal daalde sterk in de loop van de 14e eeuw. Er kwam een zeker herstel in de 15e eeuw. In deze periode werden delen van de Saint-Maclou gebouwd.

### Vroegmoderne tijd
In 1562 kregen de protestanten toelating om hun geloof in de stad te belijden. De stad had erg te lijden onder de Hugenotenoorlogen; de stad werd meermaals belegerd (1589, 1590) en de bevolking had te lijden van herhaalde epidemieën. In de loop van de 17e eeuw vestigden zich nieuwe kloosterorden in Pontoise in het kader van de contrareformatie: karmelieten, ursulinen en benedictinessen. De stad telde in 1685 enkel 3.978 inwoners. In de 18e eeuw volgde een zeker herstel. In 1725 waren er al 5.157 inwoners.

### Moderne tijd
Na de Franse Revolutie werden de Abdij Saint-Martin en de kerken Saint-André, Saint-Pierre en Saint-Mellon afgebroken. In de 19e eeuw kwam de stad met de komst van de spoorweg (1846) en de stadsuitbreiding van Parijs steeds meer onder invloed van de hoofdstad te liggen. Al in de 19e eeuw had het stadsbestuur gepleit voor de bouw van een kazerne in Pontoise. Pas in maart 1914 werd hiertoe besloten en in 1915 was het Quartier Bossut klaar. Tijdens de oorlog deed de kazerne dienst als militair hospitaal, daarna werd het een cavaleriekazerne. Tijdens de Tweede Wereldoorlog en ook nog enige tijd erna deed de kazerne dienst als interneringskamp. Het Franse leger verliet de kazerne in 1998 en in 2010 werd begonnen met de afbraak.
Na de Tweede Wereldoorlog kende de stad een forse uitbreiding met de bouw van nieuwe woonwijken zoals Les Cordeliers en Les Louvrais. In 1964 werd Pontoise hoofdstad (onderprefectuur) van een departement en nog later werd de stedelijke agglomeratie Cergy-Pontoise gevormd. Zo werd Pontoise een administratief en gerechtelijk centrum. Om de verschillende rechtbanken te groeperen werd in 2006 een nieuwe site geopend, La Cité Judiciaire. In 1966 werd de stad zetel van het nieuw opgerichte bisdom Pontoise.

## Geografie
De oppervlakte van Pontoise bedroeg op 1 januari 2022 7,15 vierkante kilometer; de bevolkingsdichtheid was toen 4.422,8 inwoners per km².
De Viosne vloeit er in de Oise. Er is door de ligging aan de Oise een hoogteverschil in de stad. Pontoise ligt in de landstreek Vexin en is de historische hoofdstad van de Vexin français.
De onderstaande kaart toont de ligging van Pontoise met de belangrijkste infrastructuur en aangrenzende gemeenten.

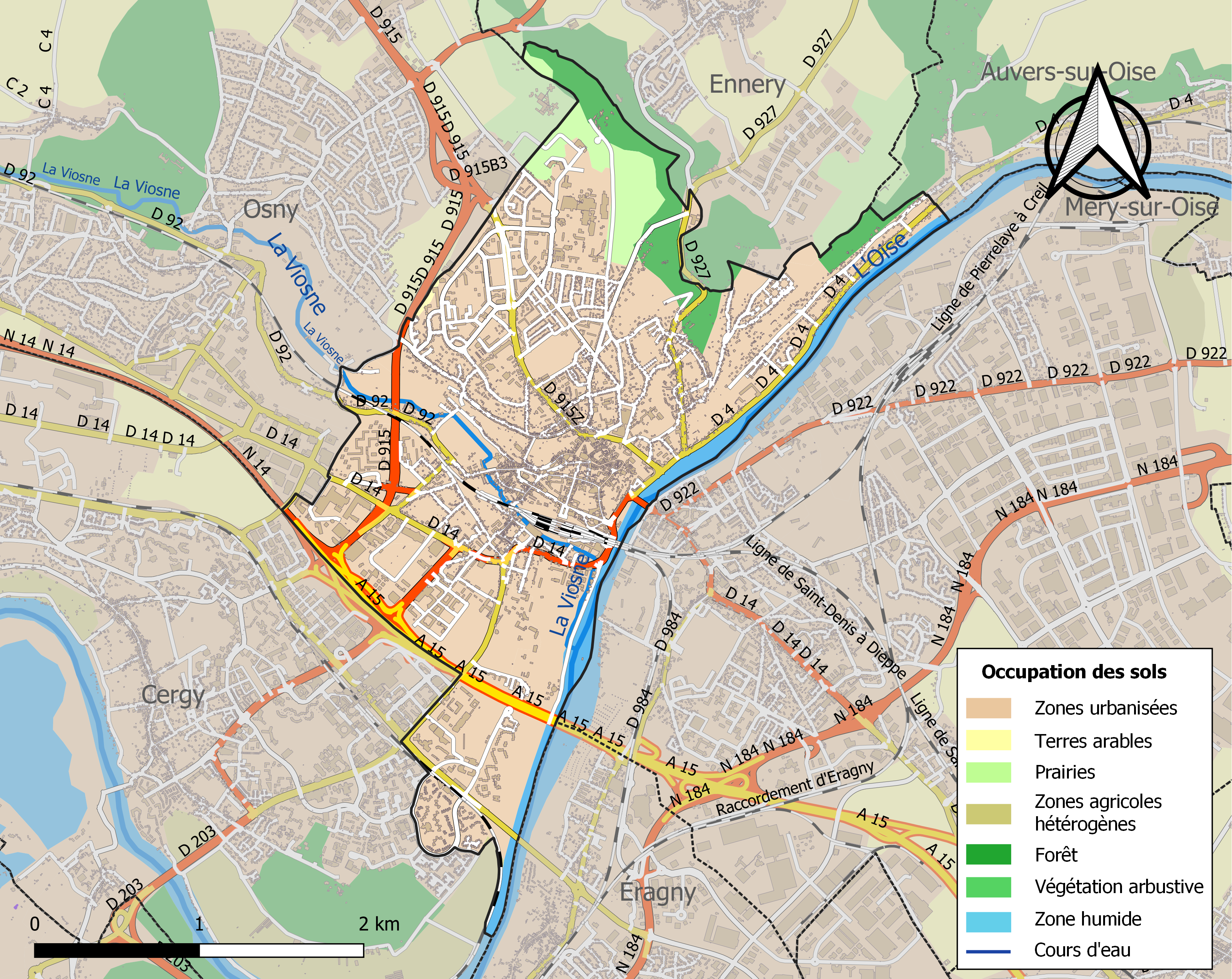

## Demografie
In 1911 telde de gemeente 9.855 inwoners. In 1954 waren dit er 14139. De gemeente telde 31.623 inwoners op 1 januari 2022. Onderstaande figuur toont het verloop van het inwonertal, bron: INSEE-tellingen. 

## Verkeer en vervoer

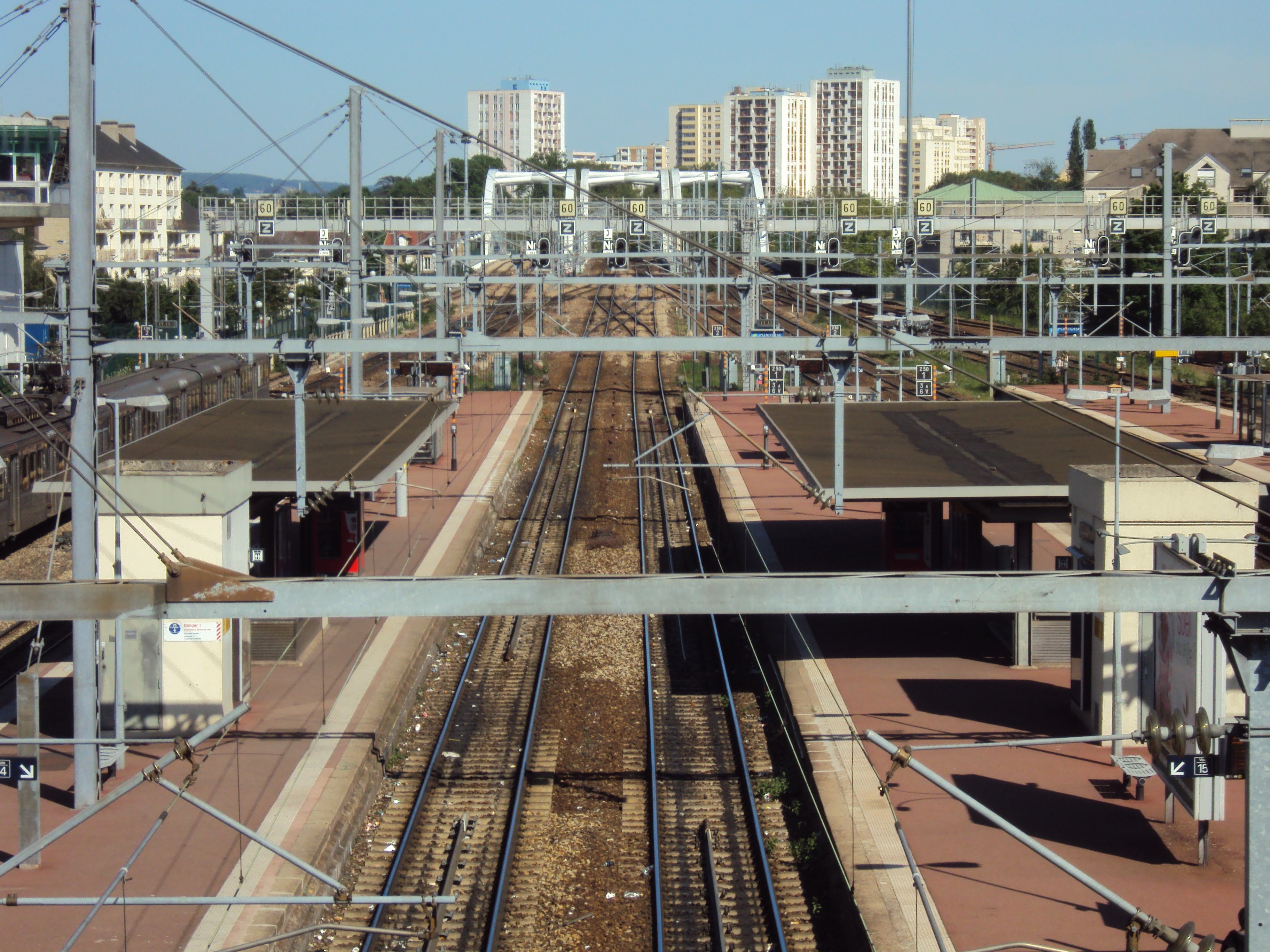
Station Pontoise

In de stad ligt een treinstation en sinds 2000 is de gemeente aangesloten op de lijn RER C. Er ligt een vliegveld buiten Pontoise: het Aérodrome de Pontoise-Cormeilles-en-Vexin.
De autosnelweg A15 loopt door de gemeente.

## Stedenband
- Böblingen, sinds 1956
- Geleen, sinds 1962
- Sevenoaks, sinds 1964

## Bezienswaardigheden

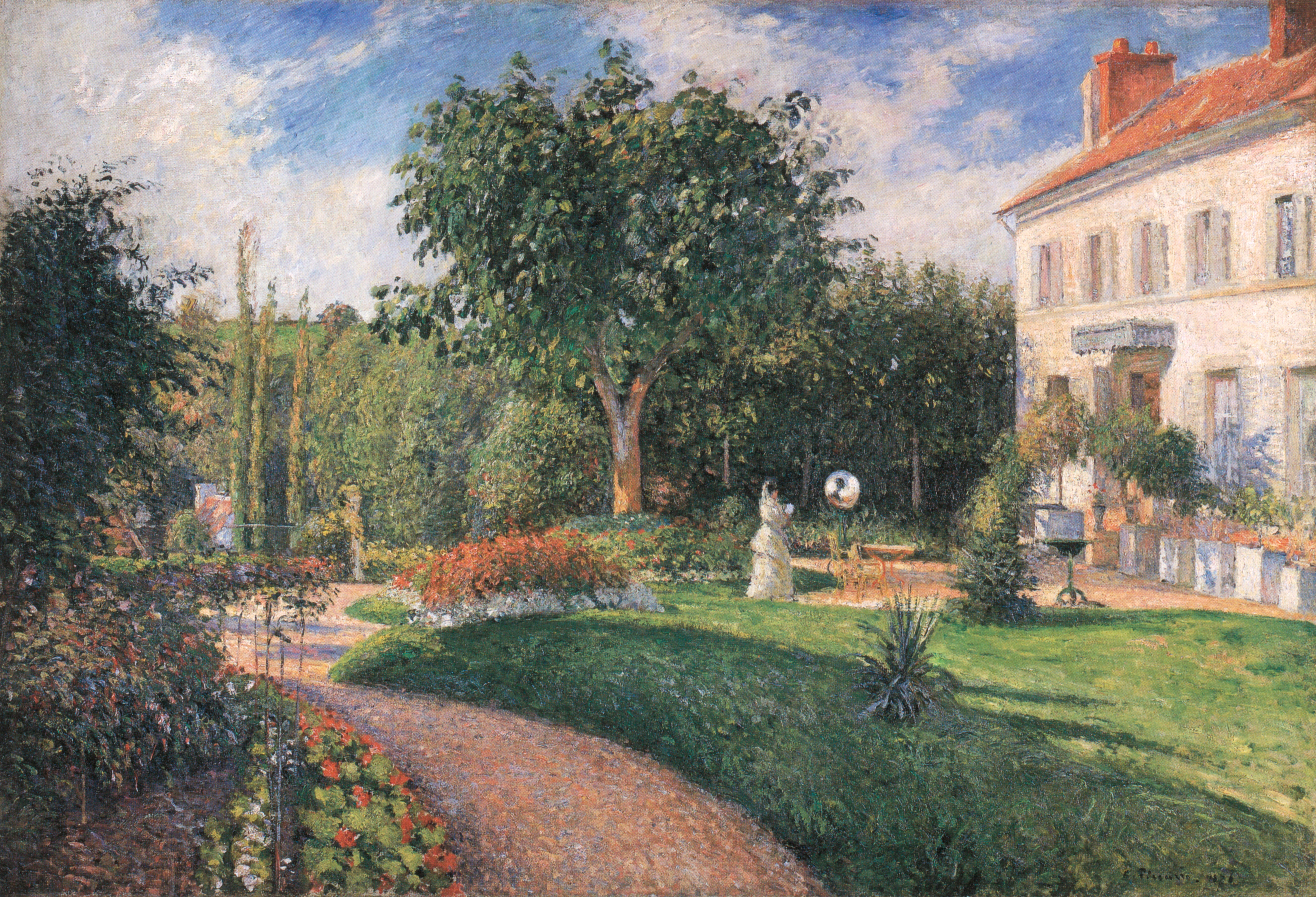
Le Jardin des Mathurins, Pontoise
Camille Pissarro, 1876
Nelson-Atkins Museum of Art (Kansas City)

Sinds 2007 is Pontoise erkend als Ville d'art et d'histoire.

### Kunstschilders
Pontoise was aan het einde van de 19e en aan het begin van de 20e eeuw de uitvalsbasis van impressionistische en postimpressionistische schilders. Camille Pissarro woonde enige tijd in Pontoise. Hij huurde er vanaf 1866 een huis. Na zijn verblijf in Louveciennes en in Londen woonde hij opnieuw in de gemeente tussen 1872 en 1882. Hij schilderde er in 1876 en 1877 een aantal tuintaferelen, waarvan Le Jardin des Mathurins, Pontoise (1876) een treffend voorbeeld is. Ook Ludovic Piette, Louis Hayet, Gustave Loiseau en Georges William Thornley woonden of werkten in Pontoise.

### Opmerkelijke gebouwen
De kerk Saint-Maclou werd tussen 1140 en 1165 gebouwd. Uit deze bouwperiode zijn het chevet in romaanse stijl en de transept in vroeggotische stijl. In de tweede helft van de 15e eeuw kreeg de kerk een nieuwe façade in hooggotische stijl. De zijkapellen aan de noordzijde werden vanaf 1525 in renaissancestijl gebouwd. De koepel is van de hand van architect Pierre Lemercier en werd gebouwd in de tweede helft van de 16e eeuw. De kerk bevat glasramen van Édouard Didron (19e eeuw) en Max Ingrand (20e eeuw), alsook een beeld van de graflegging van Nicolas Leprince (1545). De kerk is beschermd als historisch monument. In 1966 werd de kerk verheven tot kathedraal van het nieuw opgericht bisdom Pontoise.
Het stadhuis is sinds 1854 gevestigd in het voormalige cordeliersklooster, dat in 1360 op deze plaats werd gebouwd. Van de vroegere kloosterkerk resten maar enkele bogen uit de 16e eeuw. Het gebouw onderging verbouwingen in de loop van de 19e en 20e eeuw.
In Pontoise is een deel van de stadsmuur bewaard gebleven. Aan het einde van de 12e eeuw kreeg Pontoise stadsrechten van de Franse koning maar in ruil moest een stadsmuur gebouwd en onderhouden worden. De stadsmuur telde poorten en torens en maakte gebruik van de Oise en Viosne als natuurlijke verdedigingswerken. Er werd een sluis gebouwd die toeliet het lager gelegen deel van de stad onder water te zetten. In de loop van de tijden werd de stadsmuur aangepast aan de veranderende krijgstechnieken. Er werden bolwerken en contrescarpen aangelegd. In 1589 liet koning Hendrik III een citadel bouwen, maar deze werd nooit afgewerkt. In de 17e eeuw had de stadsomwalling zijn militair nut verloren en het stadsbestuur liet na de muur nog langer te onderhouden. Vanaf 1666 was er geen garnizoen meer gelegerd in Pontoise. Vanaf 1696 werden delen van de stadsmuur afgebroken en in de plaats kwamen een stadspark (Jardin de la Ville) en een wandelboulevard (nu Boulevard Jean-Jaurès). De stadspoort Porte d'Ennery werd afgebroken in 1784. De resterende stadsmuur werd beschermd als historisch monument. Maar in 2000 stortte een deel ter hoogte van de Boulevard Jean-Jaurès in. Er volgde een restauratie.

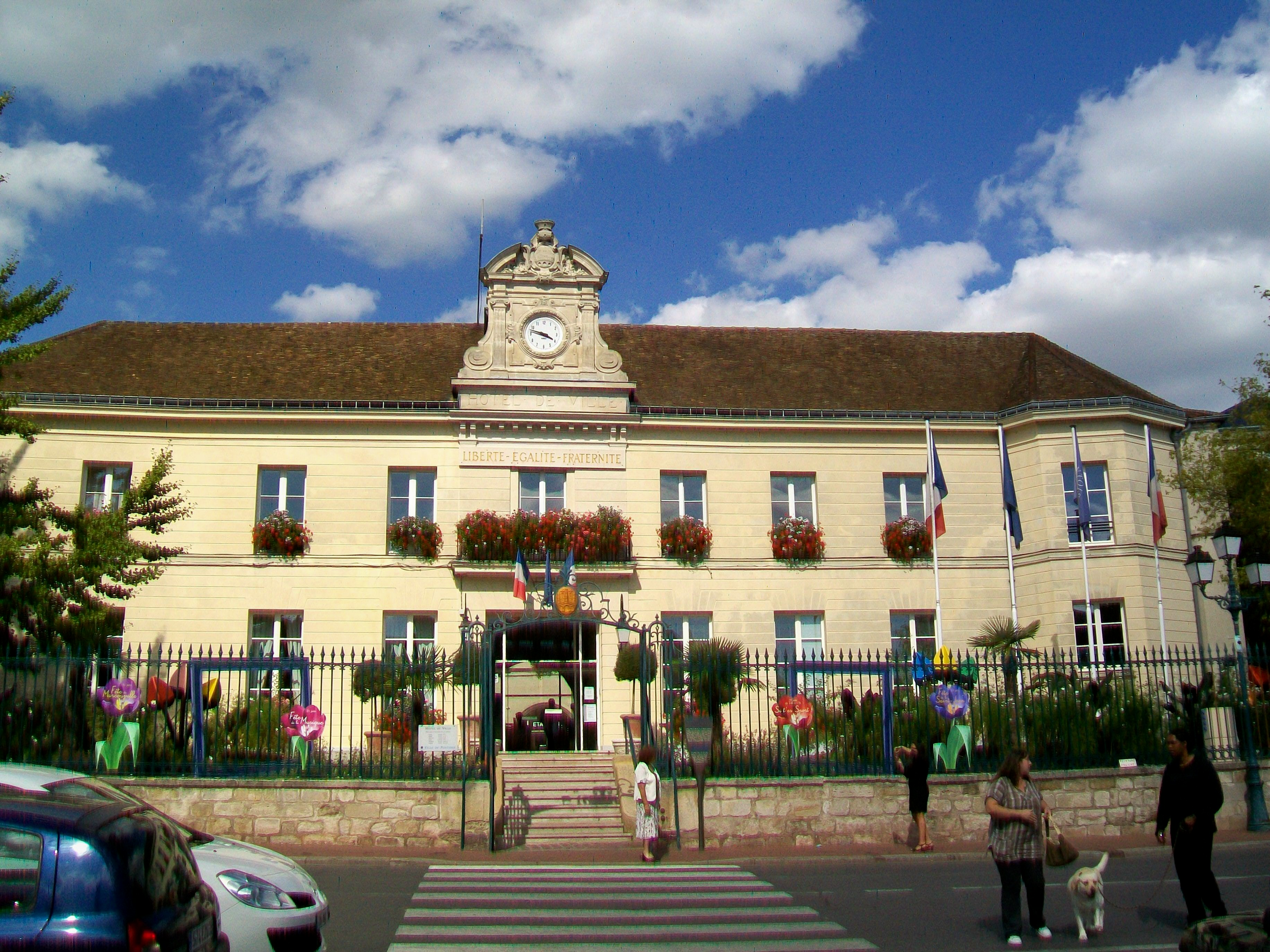
Gemeentehuis
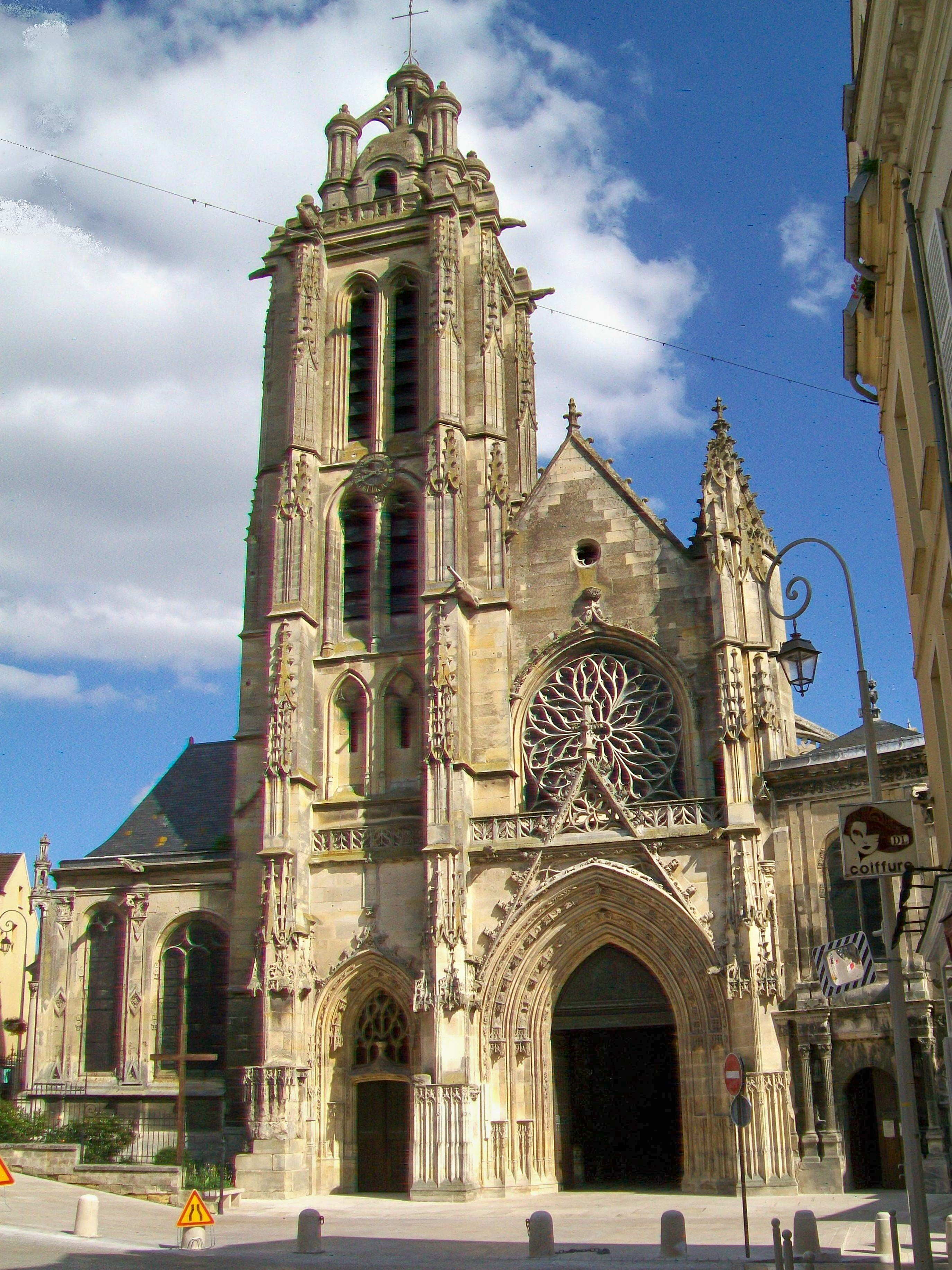
Kathedraal Saint-Maclou
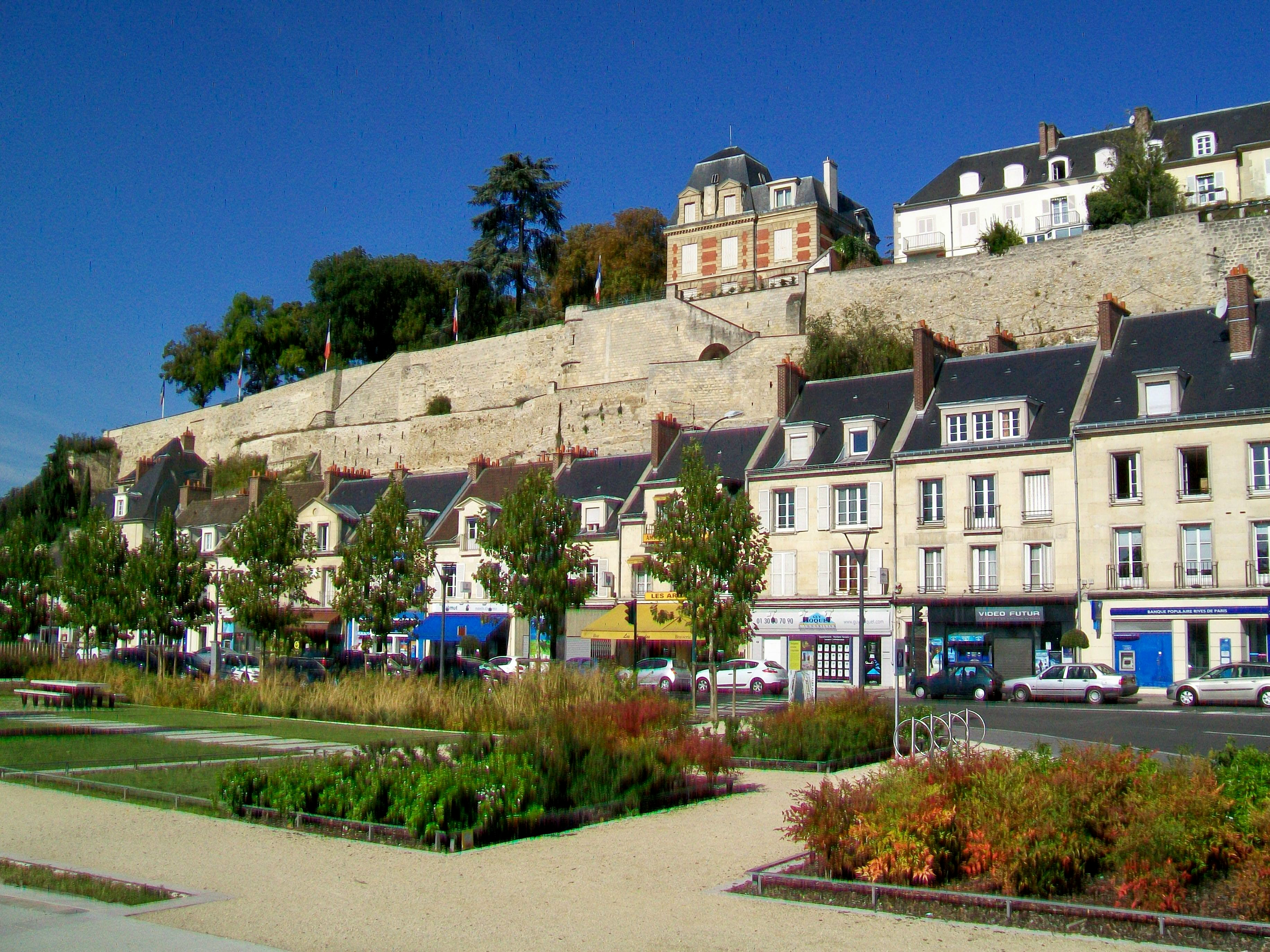
Stadswal
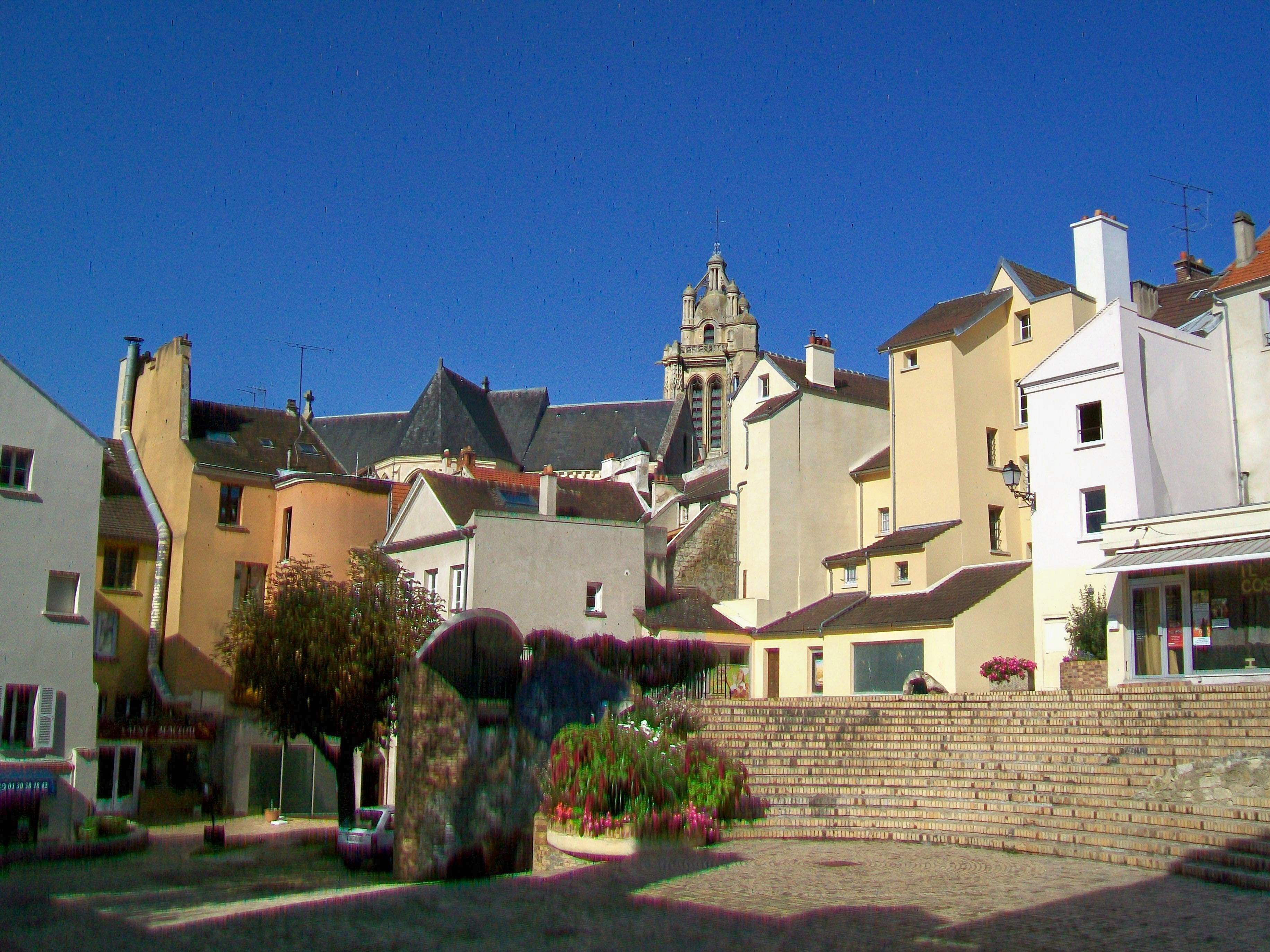
Place des Moineaux

### Musea
Het Musée Tavet-Delacour is gevestigd in een gotisch stadspaleis. Het museum werd aan het einde van de 19e eeuw opgericht als stadsmuseum met een collectie aangaande de geschiedenis van de stad. In 1968 ontving het museum een schenking met werk van de Duitse 20e-eeuwse kunstenaar Otto Freundlich. Sindsdien heeft het museum zich toegelegd op het verzamelen van moderne kunst.
Het Musée d’Art et d’Histoire Pissarro – Pontoise (MAHPP) is een kunstmuseum gevestigd in een 19e-eeuws pand. Het museum heeft een collectie schilderijen, tekeningen en foto's van diverse kunstenaars.

## Geboren
- Filips de Stoute (1342-1404), hertog van Bourgondië
- Nicolas Lemercier (1541-1637), architect
- Jacques Lemercier (1585-1654), architect
- Charles Leclerc (1772-1802), generaal en zwager van Napoleon Bonaparte
- Édouard-Alfred Martel (1859-1938), grondlegger van de speleologie
- Louis Hayet (1864-1940), kunstschilder
- Jacques Vallée (1939), computerdeskundige
- Céline Sciamma (1978), filmregisseuse
- Jean-Éric Vergne (1990), autocoureur
- Lander Seynaeve (1992), Belgisch wielrenner
- Nicolas Rajsel (1993), voetballer
- Yarouba Cissako (1995), voetballer
- Moussa Dembélé (1996), voetballer
- Amine Harit (1997), Marokkaans-Frans voetballer
- Niels Nkounkou (2000), voetballer

De alchemist en schrijver Nicolas Flamel (1340-1418) werd vermoedelijk in Pontoise geboren.